# ハーパーズ バザー

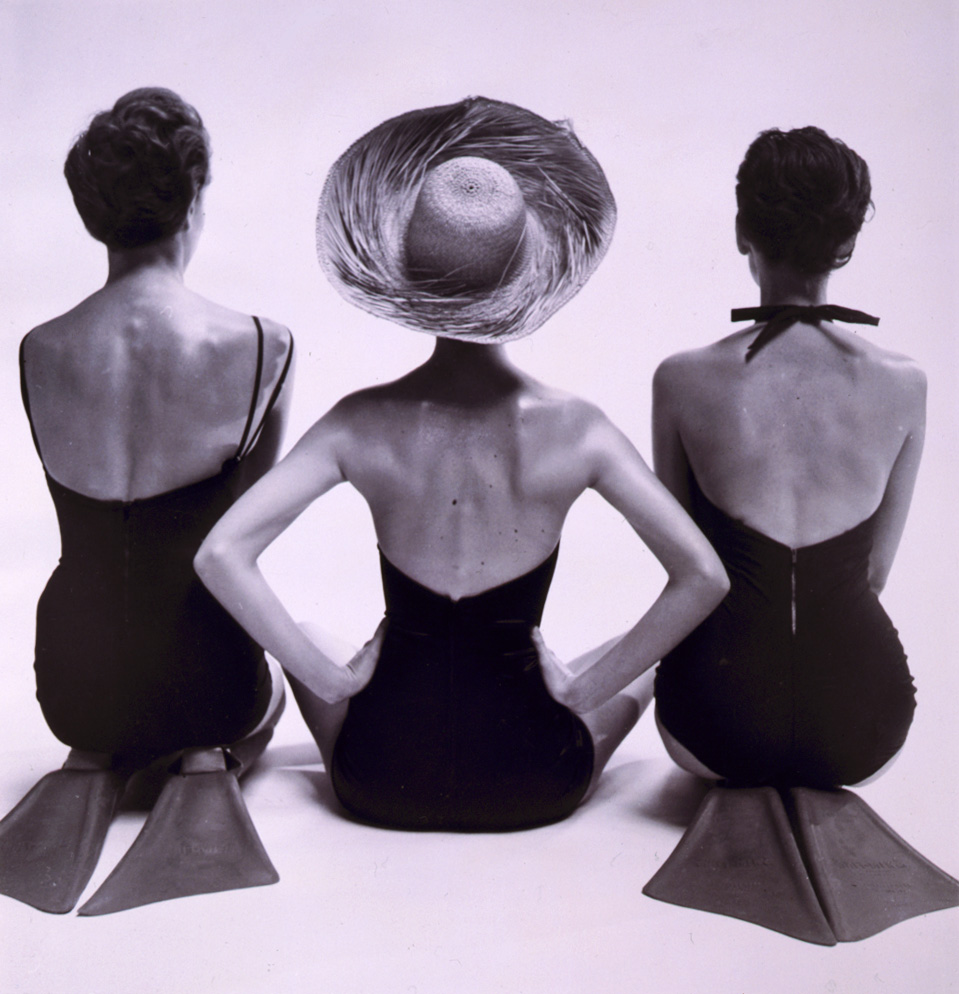
ハーパーズ バザー

ハーパーズ バザー（Harper's BAZAAR）は、1867年にニューヨークで創刊した世界最古の女性向けファッション雑誌である。以来、一世紀を超えて32カ国で発行される世界有数のファッション誌として知られる。媒体の事業はアメリカのハースト・コーポレーションが保有している。
日本版は2000年9月、エイチビー・ジャパン株式会社から創刊。販売は朝日新聞が担当していた。発行人・桐畑忠彦、編集人・田上美幸。事業譲渡後、2010年12月号をもって一次休刊。
2013年9月、ハースト婦人画報社から2代目が再創刊され、現在に至る。創刊発行人はイブ・ブゴン。編集人は森明子。毎月20日発売・年10回刊（5月・11月は合併号発売）。

## 日本版
現在発売されている日本版は2013年に創刊された2代目で、ハースト婦人画報社が発行。2013年9月20日に創刊号が発売。表紙は、サラ・ジェシカ・パーカー。2014年内は奇数月、2015年以降は6・12月以外の年10回、毎月20日発売予定。
『Fabulous（素晴らしい！）』というキーワードを象徴的に使用しており、『Fabulous at Every Age』という名物企画では、年代を超越してファビュラスに輝く女性を各世代ごとに紹介している。
2017年には『ハーパーズ バザー』のグローバル・ファッション・ディレクターであるカリーヌ・ロワトフェルドが来日し、シークレットパーティ「BAZAAR ICONS BY CARINE ROITFELD」を日本で初開催。ララ・ストーン、MIYAVI、森星など国内外から多くのセレブリティが駆けつけた。
第2回は2018年10月25日、東京・恵比寿にあるガストロノミー ジョエル・ロブションにて開催予定。

### 特別版
表紙および一部内容が通常号とは異なる特別版が、数量限定でたびたび発売されている。
- 2014年5月号（表紙：レディー・ガガ）
- 2014年11月号（表紙：エマ・ファーラー　※オードリー・ヘプバーンの孫娘）
- 2016年5月号（表紙：水原希子）
- 2016年6月号（表紙：市川海老蔵）
- 2016年9月号（表紙：ソン・ジュンギ）
- 2017年1・2月合併号（表紙：ジュンス）
- 2017年6月号（表紙：ジェジュン）
- 2017年月号（表紙：黒田博樹）
- 2018年5月号（表紙：中村獅童）
- 2018年7・8月合併号（表紙：ジェジュン）
- 2019年6月号（表紙：ジュンス）
- 2019年12月号（表紙：Kōki,）
- 2020年7・8月合併号（表紙：大倉忠義、成田凌）
- 2020年10月号（表紙：TWICE）
- 2020年11月号（表紙：ルハン）
- 2021年1・2月合併号（表紙：ベクヒョン）
- 2021年3月号（表紙：米倉涼子）
- 2021年5月号（表紙：岩田剛典）
- 2021年7・8月合併号（表紙：ジェニー）
- 2022年1・2月合併号（表紙：ITZY）

### Harper's BAZAAR Women on the Frontier
様々な分野の最前線で活躍する日本の女性を讃える「Women on the Frontier」賞が2022年に設けられた。各年の受賞者は下記の通り。
- 2022年: 戸田恵梨香、朝吹真理子、服部今日子、川内理香子、関美和、中西麻耶[3]
- 2023年: Awich、長谷川ミラ、長谷川幾与、庄司夏子、伊達公子[4]

## 歴史
1867年、アメリカ合衆国ニューヨークでHarper & Brothers 社が「Harper's BAZAR」として創刊。1929年に現在の「Harper's BAZAAR」につづりを変更する。
長い歴史の中で数々のレジェンドを生み出したことでも知られ、エルテ、ジャン・コクトー、ダイアナ・ヴリーランド、アンディ・ウォーホル、リチャード・アヴェドン、ローレン・バコールなどの優れた才能を輩出した。

## 各国版
ハーパーズ バザーは現在、次の33の国と地域で出版されている。
- アメリカ合衆国
- アラビア
- アルゼンチン
- オーストラリア
- ブラジル
- ブルガリア
- カナダ
- チリ
- 中華人民共和国
- チェコ
- コロンビア
- ドイツ
- ギリシャ
- 香港
- インド
- インドネシア
- カザフスタン
- 大韓民国
- ラテンアメリカ
- マレーシア
- オランダ
- ポーランド
- ルーマニア
- ロシア
- セルビア
- シンガポール
- スペイン
- 台湾
- タイ
- トルコ
- ウクライナ
- イギリス
- ベトナム
- 日本